# Coupe de la Superligue d'Argentine de football
La Coupe de la Superligue d'Argentine de football (en espagnol : Copa de la Superliga Argentina) était une compétition de football argentin organisée par la Fédération d'Argentine de football (AFA). Elle est créée en 2018 et oppose les clubs du Championnat d'Argentine de football. Elle permet de se qualifier pour la Copa Libertadores. Après son annulation, elle a été remplacée par la Coupe de la Ligue professionnelle.
L'édition 2019 a été sponsorisée par YPF , avec sa marque « Infinia », tandis que l'édition 2020 a été sponsorisée par Cerveza Quilmes , avec sa marque « Quilmes Clásica ».

## Format
Dans la première version, les vingt moins bonnes équipes se sont affrontées dans un tour préliminaire puis se sont incorporées en huitièmes de finale avec les six meilleures équipes du championnat. Ensuite ont suivi des rencontres aller-retour jusqu'à la finale qui se joue sur terrain neutre.
Une refonte est prévue pour la seconde édition.

## Résultats

### Édition 2019
La finale se dispute le vendredi 2 juin 2019 entre Tigre et Boca Juniors sur terrain neutre au Stade Mario-Alberto-Kempes à Córdoba.

### Édition 2020
la deuxième édition est disputée par les 24 équipes qui participent à la saison régulière 2019-2020, divisée en deux poules de douze clubs, les deux premiers de chaque poule disputent les demi-finales, dont les vainqueurs s'affrontent en finale. Cependant, l'édition a été définitivement annulée pendant la première phase à cause de la pandémie de Covid-19.

## Palmarès
| Année | Vainqueur           | Résultat            | Finaliste           |
| ----- | ------------------- | ------------------- | ------------------- |
| 2019  | Tigre               | 2-0                 | Boca Juniors        |
| 2020  | Compétition annulée | Compétition annulée | Compétition annulée |